# Municipio de Sierra Mojada
El municipio de Sierra Mojada es uno de los 38 municipios que integran para su gobierno interior el estado mexicano de Coahuila, es el más occidental de los municipios del estado y es completamente desértico, su cabecera es el antiguo mineral de Sierra Mojada.

## Geografía
El municipio de Sierra Mojada se encuentra en el extremo oeste del estado de Coahuila, en pleno Bolsón de Mapimí y Desierto de Chihuahua; sus límites son al norte y este con el municipio de Ocampo, al sureste con el municipio de Cuatro Ciénegas y al sur con el municipio de Francisco I. Madero; al oeste limita con el estado de Chihuahua, en particular con los municipios de Jiménez y Camargo; y al suroeste con el estado de Durango, correspondiendo al municipio de Tlahualilo.
Tiene una extensión territorial de 6,966.20 km², que representan un 4.6% de la extensión total del estado de Coahuila.

### Orografía e hidrografía
El territorio de Sierra Mojada es generalmente llano como se caracteriza en el Bolsón de Mapimí, pero se encuentra atravesado varias serranías en sentido norte-sur, entre estas las denominadas La Candelaria, Sierra Mojada y Sierra del Rey. La Sierra Mojada, que da el nombre a la cabecera municipal y al municipio llega a alcanzar una altura máxima de 2,450 metros sobre el nivel del mar, lo cual la convierten en la séptima mayor altitud del estado de Coahuila.
No existen corrientes fluviales superficiales permanentes debido a lo extremoso del clima, solo llega a haber pequeños arroyos que en época de lluvias descienden desde las serranías a los valles, desapareciendo al disminuir las precipitaciones pluviales, el territorio forma parte de la cuenca cerrada constituida por el Bolsón de Mapimí, estas cuencas endorreicas son característica de esta zona del norte de México, extendiéndose también a los vecinos estados de Durango y Chihuahua, por esta misma naturaleza, las cuencas cerradas forman lagunas en donde se concentra el agua en las épocas de lluvia, sin embargo permanecen secas la mayor parte del tiempo, formando valles en que se depositan minerales, principalmente sal, lo que ha generado actividades industriales para su explotación, es el caso de la Laguna del Rey que se encuentra al sur de su territorio, existen también otras laguna menores del mismo origen.
Hidrológicamente el territorio de Sierra Mojada se encuentra integrado en cuatro cuencas diferentes, la zona central del municipio pertenece a la Cuenca Laguna del Guaje-Lipanes, la zona sur a la Cuenca Laguna del Rey y un pequeño sector del centro-oeste del territorio pertenece a la Cuenca El Llano-Laguna del Milagro, estas cuencas pertenecen a la Región hidrológica Mapimí; el tercio norte del municipio integrea la Cuenca Río Bravo-Ojinaga perteneciente a la Región hidrológica Bravo-Conchos.

### Clima y ecosistemas
El clima es desértico extremoso, con intenso calor durante el día y frío durante la noche, en los meses invernales son frecuentes las heladas, prácticamente todo el clima que se registra en Sierra Mojada está clasificado como Muy seco semicálido, las variaciones de este clima están definidos por la altitud del territorio, así en las serranías varía, registrándose en el centro y en el extremo norte dos zonas con clima Seco templado, y en la Sierra Mojada al sur del territorio se tiene un clima Semiseco templado. La temperatura media anual que se registra en el tercio sur del territorio es superior a los 20 °C, la mayor parte del resto del territorio registra un promedio que va de los 18 a 20 °C y en el extremo norte, así como en otras dos pequeñas zonas localizadas al centro, fluctúa entre 16 y 18 °C; la precipitación pluvial es sumamente escasa, siendo la media anual en todo el territorio de 200 a 300 mm.
La flora del municipio es la típica del bolsón, encontrando el matorral desértico en casi todo el territorio, a excepción de tres zonas, dos al noreste y una al centro, en donde se encuentra pastizal, las principales especies vegetales que se encuentran son cactus, maguey, lechuguilla y candelaria; y las especies animales que abundan están venado, oso, jabalí, puma, gato montés, tejón, zorra, lobo, coyote, liebre, conejo, codorniz y faisán.
El principal recurso natural son los minerales, en los que destacan yacimientos de hierro, plata, plomo y cobre.

## Demografía
La población del municipio de Sierra Mojada es de 5,245 personas de las cuales 2,722 son hombres y 2,523 son mujeres, estos resultados fueron obtenidos en el Conteo de Población y Vivienda realizado en 2005 por el Instituto Nacional de Estadística y Geografía.

### Localidades
En el Censo de 2020 el municipio de Sierra Mojada contaba con 62 localidades.
| Código INEGI      | Localidad         | Población (2020) |
| ----------------- | ----------------- | ---------------- |
| 050340025         | Hércules          | 4 573            |
| 050340020         | La Esmeralda      | 948              |
| 050340001         | Sierra Mojada     | 462              |
| Otras localidades | Otras localidades | 761              |
| Total municipal   | Total municipal   | 6 744            |

## Economía
La actividad económica principal es la minería, que se desarrolla aunque cada vez con más baja intensidad en varios minerales en el municipio y en la planta de Química El Rey. Así mismo la explotación de las salinas, ubicadas en las lagunas del sur del municipio.
Otras actividades son la agricultura de baja escala y temporal, la ganadería y el comercio en la cabecera municipal principalmente.

## Política
El gobierno del municipio le corresponde al Ayuntamiento, este está integrado por el presidente municipal, un síndico y cuatro regidores de mayoría relativa, todos son electos para un periodo de cuatro años y no pueden ser reelectos para el siguiente periodo aunque si de manera no continua, el periodo gubernamental del ayuntamiento comienza el día 1 de enero del año siguiente a la elección.

### División administrativa
Sierra Mojada se divide en 4 delegaciones.

### Representación legislativa
Para la división territorial es distritos electorales donde son electos los diputados locales y federales, el municipio de Sierra Mojada se encuentra dividido de la siguiente manera:
Local:
- XIV Distrito Electoral Local de Coahuila con cabecera en la ciudad de Frontera.[16]

Federal:
- II Distrito Electoral Federal de Coahuila con cabecera en San Pedro de las Colonias.[17]

### Presidentes Municipales
• (1982 - 1984): Faustino Robles Vázquez
- (1999 - 2002): Francisco Garay Corrales
- (2002 - 2005): Clemente de Jesús de la Rosa Palacios
- (2005 - 2009): Porfirio García García
- (2018)-actualidadEdgar Ramón Tavarez Olivas